# Andrea Koewska
Andrea Koewska (mac. Андреа Коевска, ur. 14 lutego 2000 w Skopje) – macedońska piosenkarka. Reprezentantka Macedonii Północnej w 66. Konkursie Piosenki Eurowizji (2022).

## Życiorys
Jej ojciec jest profesorem, a matka lekarką. Ma brata, który jest farmaceutą. W wieku pięciu lat zamieszkała z rodzicami w Harlemie w Nowym Jorku, która stała się jej muzyczną inspiracją. Została dostrzeżona przez producenta Aleksandara Masewskiego, który zauważył klipy jej coverującej słynne piosenki popowe oraz rockowe. Producent zaproponował jej współpracę, był też dla niej głównym motywatorem do późniejszego podjęcia studiów na Uniwersytecie Sztuki Muzycznej w Skopje na wydziale śpiewu solowego gatunków popularnych.
4 lutego 2022 zwyciężyła z utworem „Circles” w programie Za Evrosong 2022, stając się reprezentantką Macedonii Północnej w 66. Konkursie Piosenki Eurowizji organizowanego w Turynie. 8 maja podczas uroczystej ceremonii otwarcia konkursu rzuciła na podłogę macedońską flagę, by zapozować do zdjęcia, czym wywołała skandal w kraju, a media opisały jej zachowanie jako „bezczeszczenie symbolu narodowego, które jest karalne przez prawo macedońskie”. Krajowa telewizja MKRTV ogłosiła, że „służba publiczna rozważa możliwość jej wycofania się z Eurowizji, aby nie spowodować większych szkód w MKRTV”. 12 maja wystąpiła w drugim półfinale konkursu, nie kwalifikując się do finału.